# 阿戈讷地区埃讷
阿戈讷地区埃讷（法語：Esnes-en-Argonne，法語發音：[ɛn ɑ̃.n‿aʁɡɔn]），或纯音译作埃讷昂纳戈讷，是法国默兹省的一个市镇，属于凡尔登区。

## 地理
阿戈讷地区埃讷（49°12'28"N, 5°12'41"E）面积14.76 平方千米，位于法国大東部大區默兹省，该省份为法国西北部内陆省份，北与比利时接壤，西接马恩省和阿登省，南至上马恩省和孚日省，东临默尔特-摩泽尔省。
与阿戈讷地区埃讷接壤的市镇（或旧市镇、城区）包括：阿沃库尔、贝坦库尔、沙唐库尔、屈米耶尔-勒莫尔奥姆、马朗库尔、蒙采维尔。

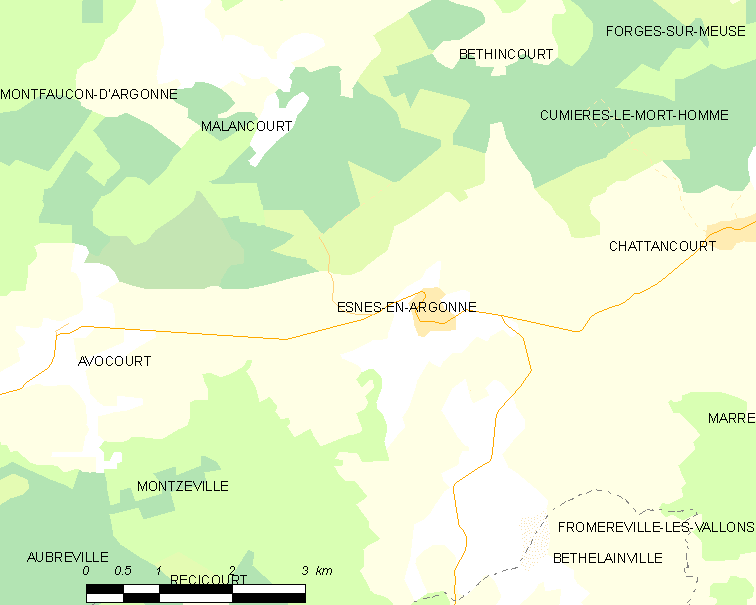
阿戈讷地区埃讷的OSM定位图

阿戈讷地区埃讷的时区为UTC+01:00、UTC+02:00（夏令时）。

## 行政
阿戈讷地区埃讷的邮政编码为55100，INSEE市镇编码为55180。

## 政治
阿戈讷地区埃讷所属的省级选区为阿戈讷地区克莱蒙县。

## 人口

1962-2008年间阿戈讷地区埃讷人口变化图示

阿戈讷地区埃讷于2022年1月1日时的人口数量为135人。